# Василевский, Пётр Петрович
Пётр Петро́вич Василе́вский (29 июня 1956, Минск — 9 января 2012, там же) — советский футболист, нападающий; белорусский тренер. Мастер спорта СССР (1979).

## Карьера
Воспитанник минской школы «Спартак», первый тренер — Сергей Александрович Устинович. Затем тренировался у Леонида Андреевича Лапунова в СДЮШОР-5.
В 1973 году начал выступать за минское «Динамо», в составе которого выступал практически всю карьеру — до 1984 года. В августе 1979 после гибели команды «Пахтакор» в авиакатастрофе перешёл в эту команду, где провёл остаток сезона.
За непродолжительное время пребывания в команде белорус сразу стал своим не только в команде, но и в среде болельщиков, которые его полюбили за добродушный характер, а главное за игру — резкую, скоростную, с непредсказуемыми ходами и умением сильно и точно пробить по воротам.
Играть закончил в 1985 году в команде «Днепр» Могилёв в 5 зоне второй лиги.
Характеризовался сильным и точным ударом, автор двух хет-триков в чемпионате СССР.
В 1989—1991 годах тренировал клуб КИМ (Витебск), затем короткое время был арбитром. В конце 2000-х тренировал юношескую сборную Белоруссии. В 2011 году — главный тренер выступающего в чемпионате Минска клуба «Ника».

## Достижения
- Чемпион СССР: 1982, бронзовый призёр Чемпионата СССР 1983 г.
- В списке 33 лучших футболистов сезона — № 3 (1982).